# Shell Valley
Shell Valley è un census-designated place (CDP) degli Stati Uniti d'America della contea di Rolette nello Stato del Dakota del Nord. La popolazione era di 1.197 abitanti al censimento del 2010.

## Geografia fisica
Secondo lo United States Census Bureau, il CDP ha una superficie totale di 38,95 km², dei quali 38,86 km² di territorio e 0,09 km² di acque interne (0,23% del totale).

## Società

### Evoluzione demografica
Secondo il censimento del 2010, la popolazione era di 1.197 abitanti.

### Etnie e minoranze straniere
Secondo il censimento del 2010, la composizione etnica del CDP era formata dall'1,75% di bianchi, lo 0% di afroamericani, il 97,83% di nativi americani, lo 0% di asiatici, lo 0% di oceanici, lo 0,08% di altre razze, e lo 0,33% di due o più etnie. Ispanici o latinos di qualunque razza erano lo 0,25% della popolazione.